# Squalius prespensis
Squalius prespensis là một loài cá nước ngọt thuộc họ Cyprinidae.
Loài này có ở Albania, Hy Lạp, và Macedonia.
Môi trường sống tự nhiên của chúng là hồ nước ngọt.
Chúng hiện đang bị đe dọa vì mất môi trường sống.